# Dick Esser
Rius Theo "Dick" Esser, född 9 juli 1918 i Makassar, död 8 mars 1979 i Leiden, var en nederländsk landhockeyspelare.
Esser blev olympisk silvermedaljör i landhockey vid sommarspelen 1952 i Helsingfors.